# Tour della nazionale maschile di rugby a 15 del Canada 1996
Dopo i mondiali di rugby del 1995 (eliminata alla prima fase), la nazionale canadese di rugby union viene sovente chiamata per tour in Europa e Oceania.
Nel 1996 viene chiamata in Australia. Nel test match subisce una pesante sconfitta.

## Risultati
| giugno 1996 | Australian University | 6 – 19 | Canada XV |  |

| Melbourne giugno 1996 | Sud Australia | 13 – 19 | Canada XV |  |

| Sydney giugno 1996 | New Sotuh Wales | 44 – 19 | Canada XV |  |

| giugno 1996 | Queensland B | 23 – 6 | Canada XV |  |

| Arbitro: | Andrè Watson |

| |            | |
| mete: Burke 3, Campese Herbert, Horan, Payne Tune, Wilson 2 trasf. Burke 9 c.p. Burke 2 | Marcatori  | c.p. Ross 3 |
| 15 Matt Burke 14 Ben Tune 13 Dan Herbert 12 Tim Horan 11 David Campese 10 Scott Bowen 9 Sam Payne 8 Mike Brial 7 David Wilson 6 Owen Finegan 5 John Eales 4 Garrick Morgan 3 Andrew Heath 2 Mark Bell 1 Dan Crowley sostituti: George Gregan non entrati: David Knox Daniel Manu Andrew Blades Brendan Cannon Stephen Larkham | Formazioni | 15 Scott Stewart 14 Dave Lougheed 13 Steve Gray 12 Dennis Clarke 11 Winston Stanley 10 Bobby Ross 9 John Graf (c) 8 Alan Charron 7 John Hutchinson 6 Ian Gordon 5 Chris Whittaker 4 Mike James 3 Richard Bice 2 Mark Cardinal 1 Rod Snow sostituti: Jeff Tomlinson Rob Card David Penney Ron Toews |